# Consórcio de Compensação de Seguros
O Consórcio de Compensação de Seguros  (CCS) (Consorcio de Compensásion de Seguros, em espanhol), é um instituição que visa dar proteção ao mercado segurador espanhol de acontecimentos catastróficos. O Consórcio foi fundado nos anos 40. Suas funções consistem basicamente na liquidação de companhias de seguros quando o fizerem até o Ministério da Economia e do Tesouro ou, conforme o caso, pelo organismo competente da respectiva região autónoma. O Consórcio também atua como o interlocutor único, no caso de empresas entrando em Administração e, como Jornal do receptor para aqueles em processo de falência.